# Понте Колепијано (Л'Аквила)
Понте Колепијано (итал. Ponte Collepiano) је насеље у Италији у округу Л'Аквила, региону Абруцо.
Према процени из 2011. у насељу је живело 22 становника. Насеље се налази на надморској висини од 320 м.